# Svenska Serien 1910
La Svenska Serien 1910 fu la prima edizione del torneo di calcio svedese a gironi.

## Squadre partecipanti
| Club                   | Risultato nella stagione precedente    | Prima stagione in massima serie | Prima stagione nella serie corrente |
| ---------------------- | -------------------------------------- | ------------------------------- | ----------------------------------- |
| AIK                    | Campionato precedentemente inesistente | 1910                            | 1910                                |
| IFK Eskilstuna         | Campionato precedentemente inesistente | 1910                            | 1910                                |
| Göteborgs FF           | Campionato precedentemente inesistente | 1910                            | 1910                                |
| IFK Göteborg           | Campionato precedentemente inesistente | 1910                            | 1910                                |
| IFK Norrköping         | Campionato precedentemente inesistente | 1910                            | 1910                                |
| Vikingarnas FK         | Campionato precedentemente inesistente | 1910                            | 1910                                |
| Västmanland-Nerikes BK | Campionato precedentemente inesistente | 1910                            | 1910                                |
| Örgryte IS             | Campionato precedentemente inesistente | 1910                            | 1910                                |

## Classifica finale
| [ 1 ] | Club                   | Punti | V | N | P | GF | GS | DR  | Punti |
| ----- | ---------------------- | ----- | - | - | - | -- | -- | --- | ----- |
| 1     | Örgryte IS             | 14    | 8 | 3 | 3 | 52 | 22 | +30 | 19    |
| 2     | AIK                    | 14    | 8 | 3 | 3 | 50 | 28 | +22 | 19    |
| 3     | IFK Göteborg           | 14    | 8 | 2 | 4 | 41 | 32 | +9  | 18    |
| 4     | IFK Norrköping         | 14    | 6 | 3 | 5 | 31 | 26 | +5  | 15    |
| 5     | Göteborgs FF           | 14    | 5 | 3 | 6 | 24 | 24 | 0   | 13    |
| 6     | Vikingarnas FK         | 14    | 4 | 3 | 7 | 28 | 38 | -10 | 11    |
| 7     | Västmanland-Nerikes BK | 14    | 3 | 3 | 8 | 25 | 50 | -25 | 9     |
| 8     | IFK Eskilstuna         | 14    | 3 | 2 | 9 | 30 | 61 | -31 | 8     |

G = Partite giocate; V = Vittorie; N = Nulle/Pareggi; P = Perse; GF = Goal fatti; GS = Goal subiti; DR = differenza reti; 

## Risultati
|                        | AIK  | IFKE | GFF | IFKG | IFKN | VFK  | VNBK | ÖIS |
| AIK                    |      | 0–0  | 3–2 | 9–1  | 1–0  | 2–2  | 4–4  | 0–3 |
| IFK Eskilstuna         | 3–7  |      | 1–1 | 2–6  | 2–7  | 3–10 | 4–2  | 3–2 |
| Göteborgs FF           | 0–1  | 6–1  |     | 2–0  | 2–1  | 2–1  | 3–0  | 2–5 |
| IFK Göteborg           | 6–4  | 5–2  | 1–1 |      | 2–2  | 0–0  | 7–2  | 4–0 |
| IFK Norrköping         | 3–1  | 1–1  | 2–0 | 1–4  |      | 4–0  | 1–3  | 2–2 |
| Vikingarnas FK         | 1–6  | 4–2  | 3–0 | 2–3  | 4–1  |      | 0–0  | 0–0 |
| Västmanland-Nerikes BK | 1–10 | 2–4  | 3–3 | 0–0  | 3–4  | 2–1  |      | 3–4 |
| Örgryte IS             | 2–2  | 8–2  | 2–0 | 5–2  | 1–2  | 13–0 | 5–0  |     |